# NGC 900
NGC 900 est une galaxie lenticulaire relativement éloignée et située dans la constellation du Bélier. NGC 900 a été découverte par l'astronome allemand Albert Marth en 1864.

## Caractéristiques
Sa vitesse par rapport au fond diffus cosmologique est de 9 487 ± 31 km/s, ce qui correspond à une distance de Hubble de 139,9 ± 9,8 Mpc (∼456 millions d'al).